# Bryophaenocladius femineus
Bryophaenocladius femineus är en tvåvingeart som först beskrevs av Edwards 1929.  Bryophaenocladius femineus ingår i släktet Bryophaenocladius och familjen fjädermyggor. Inga underarter finns listade i Catalogue of Life.